# Trogus Pompeius
Gnaeus Pompeius Trogus, cunoscut sub numele de Trogus Pompeius, a fost un istoric roman din secolul I î.Hr. La origine, el a fost celt din tribul celtic al vocontilor din Galia "Narbonensis".

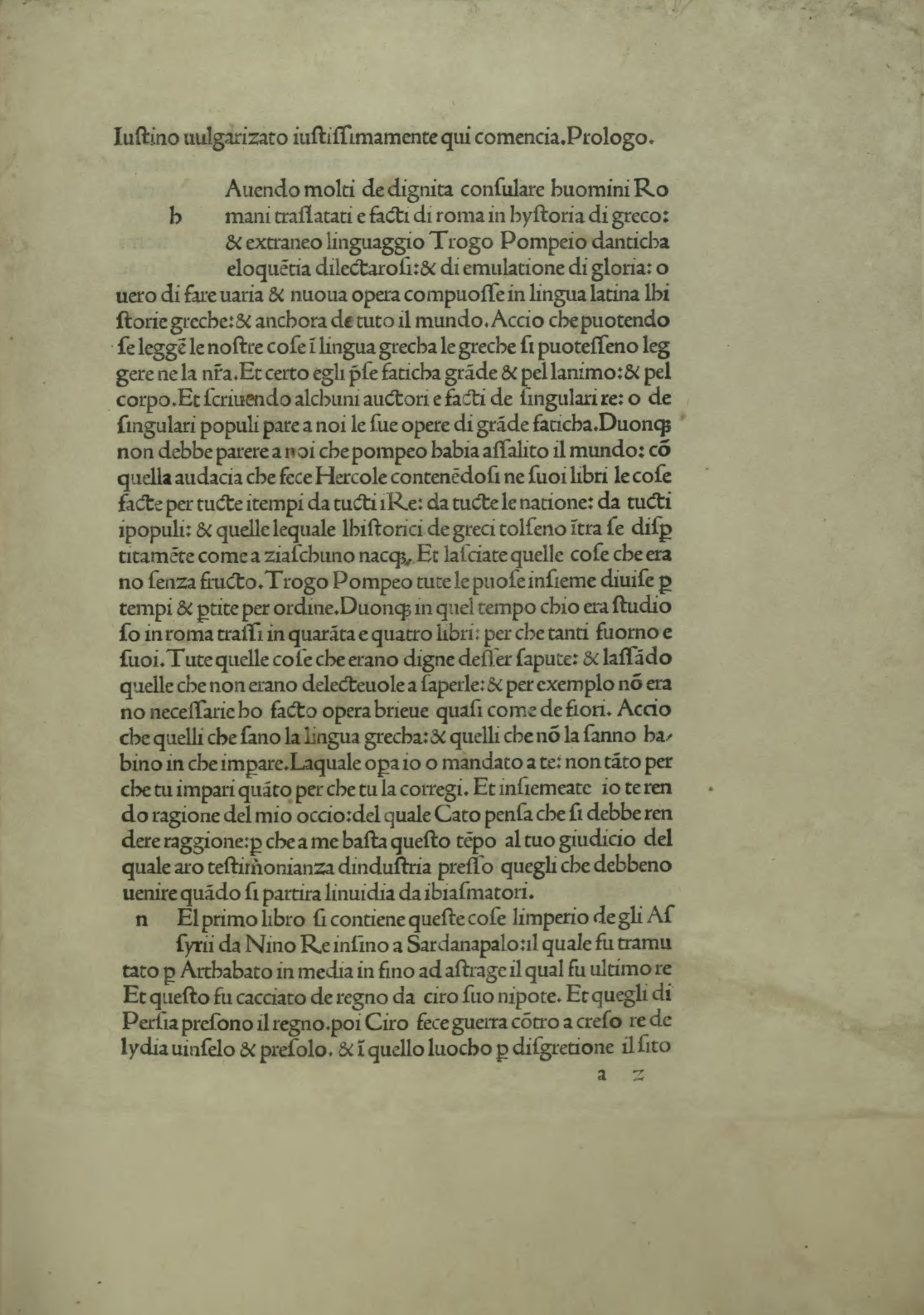
Epitome historiarum Trogi Pompeii

## Origini
Bunicul său a servit în războiul împotriva lui Quintus Sertorius, el l-a ajutat pe Pompei, prin a cărui influență a obținut cetățenia romană, de aceea el a adoptat numele de "Pompeius", ca semn de recunostință pentru binefăcătorul său. Tatăl său a servit sub Cezar în calitate de secretar și interpret.

## Istorie
Trogus însuși pare să fi fost un om care avea cunoștințe enciclopedice. Inspirat fiind de operele lui Aristotel și Teofrast, a scris cărți despre istoria naturală a animalelor și plantelor, care au fost frecvent citate de Pliniu cel Bătrân.
Opera sa principală a fost Historiae Philippicae în patruzeci și patru de cărți, a fost numită așa deoarece imperiul macedonean fondat de Filip este tema centrală a narațiunii.Aceasta a fost o istorie generală a acelor părți ale lumii care au intrat sub influența lui Alexandru cel Mare și a succesorilor săi. Trogus a început cu legendarul Ninus, fondator al Ninive, și a încheiat la aproximativ același punct ca Titus Livius ( 9 d.Hr.). Justinus a scris o epitomă (abreviere, rezumat al unei opere) a operei pierdute a lui Trogus, și o serie de prologuri sau rezumate ale cărților. Ultimul eveniment care a fost înregistrat de către Justinus este recuperarea stindardelor romane capturate de parți în 20 î.Hr.. Digresiunile (abaterile de la subiectul tratat) etnografice și geografice au fost o asemenea caracteristică de lucru încât au dezvoltat o istorie universală cu reputație negarantată, aceasta nu a fost niciodată intenția lui Trogus.
Trogus a lăsat neatinsă istoria romană, până la momentul în care Grecia și "Estul" au venit în contact cu Roma, probabil deoarece a fost tratată suficient de Titus Livius. Lucrarea sa s-a bazat pe scrierile istoricilor greci, cum ar fi Theopompus (a cărui "Philippica" poate a fost sursă de inspirație pentru Trogus), Ephorus, Timaeus, Polybius. Se acceptă în general că o astfel de lucrare a fost dincolo de competențele unui roman, și probabil Trogus nu a adunat informații de la istoricii greci singur, probabil acestea au fost deja combinate într-o singură carte de unii greci (foarte probabil Timagenes al Alexandriei).
Ideea sa de istorie a fost mai severă și mai puțin retorică decât cea a lui Salustiu și a lui Titus Livius, pe care i-a acuzat de punerea de discursuri elaborate în gurile caracterelor despre care au scris. Din marea sa operă, avem numai epitomele lui Justinus, prologuri sau rezumate din cele 44 cărți, și fragmentele citate de Vopiscus, Ieronim, Augustin și alți scriitori. Dar chiar și în starea sa prezentă mutilată este adesea o autoritate importantă pentru istoria antică a Orientului.